# Grèce aux Jeux olympiques d'été de 1924
L'équipe olympique grecque participe aux Jeux olympiques d'été de 1924 à Paris. Elle n'y remporte aucune médaille. Le lanceur de poids Christos Vrettos est le porte-drapeau d'une délégation grecque comptant 39 sportifs (38 hommes et 1 femme).